# Ясный
Я́сный — город в Оренбургской области России, административный центр Ясненского городского округа, а также Ясненского района (в состав которого не входит, являясь самостоятельной единицей области).

## Этимология
По оценке Е. М. Поспелова, название чисто условное с «положительным» значением. Значение названия — «яркий, сияющий, светлый».

## География
Город расположен в Южном Зауралье, в 28 км от железнодорожной станции Разведка, в 3 км от железнодорожной станции Горный Лён. В 24 км от Ясного проходит граница с Казахстаном.
Площадь территории муниципального образования Ясненский район 356910 га. Муниципальное образование расположено на юго-востоке Оренбургской области. Протяжённость границ территории 340 км. На севере муниципальное образование граничит с Адамовским районом, на юге и юго-западе с Домбаровским районом и на протяжении 10 км с южной стороны пролегает граница с Актюбинской областью Казахстана. На востоке граница разделяет муниципальное образование со Светлинским районом, а на северо-западе — с Новоорским районом Оренбургской области.
В Ясненском районе находится военный полигон «Ясный» (используемый ныне как космодром для запуска КА по программе «Днепр»), а также посёлок (ЗАТО) Комаровский и военный аэродром «Ясный».
В Ясном преобладает континентальный климат. В течение года выпадает малое количество осадков, даже в засушливые месяца. Температура в среднем 2,1 °C. Среднегодовая норма осадков — 302 мм. Меньше всего осадков в феврале, в среднем 15 мм. Большая часть осадков выпадает в июне, в среднем 39 мм. Июль самый жаркий месяц, средняя температура — 20,8 °C. Самая низкая средняя температура в январе, −17.9 °C.

## История
Основан в 1961 году в связи с открытием Киембаевского месторождения асбеста и строительством горно-обогатительного комбината «Оренбургасбест». В 1962 году стал посёлком городского типа; а в 1979 году ему присвоили статус города.
В 1943 был опорной точкой защиты Оренбургской области, поставлял провизию городам горячим точкам.
В конце 1973 года, после подписания странами-членами СЭВ соглашения, Министерство строительства предприятий тяжёлой индустрии СССР образовало в Ясном крупный трест «Киембайасбестстрой». В течение первого полугодия 1974 года трест в основном был укомплектован необходимыми механизмами, техникой, транспортом. За этот период прибыло свыше 2000 рабочих, а в августе к ним присоединился Всесоюзный ударный комсомольский отряд «Чкаловец».
В 2021 году губернатор Оренбургской области Денис Паслер включил шесть населённых пунктов, в числе которых был Ясный, в перечень сельских агломераций. Города получат дополнительные возможности в благоустройстве.
Сельскими агломерациями признали Абдулино, Кувандык, Медногорск, Соль-Илецк, Сорочинск и Ясный.

## Экономика

### ТОСЭР «Ясный»
Постановлением Правительства РФ от 12 февраля 2019 года № 120 утверждён статус территории опережающего социально-экономического развития.

## Население
| 1970    | 1979    | 1989    | 1998    | 2000    | 2001    | 2002    | 2003    | 2004    | 2006    |
| ------- | ------- | ------- | ------- | ------- | ------- | ------- | ------- | ------- | ------- |
| 15 886  | ↗22 947 | ↗26 587 | ↘19 500 | ↘18 900 | ↘18 600 | ↘18 545 | ↗26 900 | →26 900 | ↘17 600 |
| 2007    | 2008    | 2009    | 2010    | 2012    | 2013    | 2014    | 2015    | 2016    | 2017    |
| ↘17 100 | ↘16 700 | ↘16 305 | ↗17 363 | ↘16 767 | ↘16 027 | ↘15 598 | ↗15 674 | ↗15 743 | ↘15 675 |
| 2018    | 2019    | 2020    | 2021    |         |         |         |         |         |         |
| ↘15 573 | ↘15 264 | ↘15 249 | ↗15 471 |         |         |         |         |         |         |

На 1 января 2025 года по численности населения город находился на 764-м месте из 1124 городов Российской Федерации.

## Достопримечательности
Космодром «Ясный».
В Ясненском районе — памятники природы: озеро Каменное (берега озёрной котловины сложены гранитоидами), Кумакские лески (площадь 900 га, берёзово-осиновые колки и степные вишняки).